# Rodrigo Fernández de Castro el Calvo
Rodrigo Fernández de Castro el Calvo (c. 1090-c. 1142) fue un ricohombre castellano del linaje de los Castro, hijo segundo de Fernando García de Hita y su primera esposa Trigidia Fernández. 

## Biografía

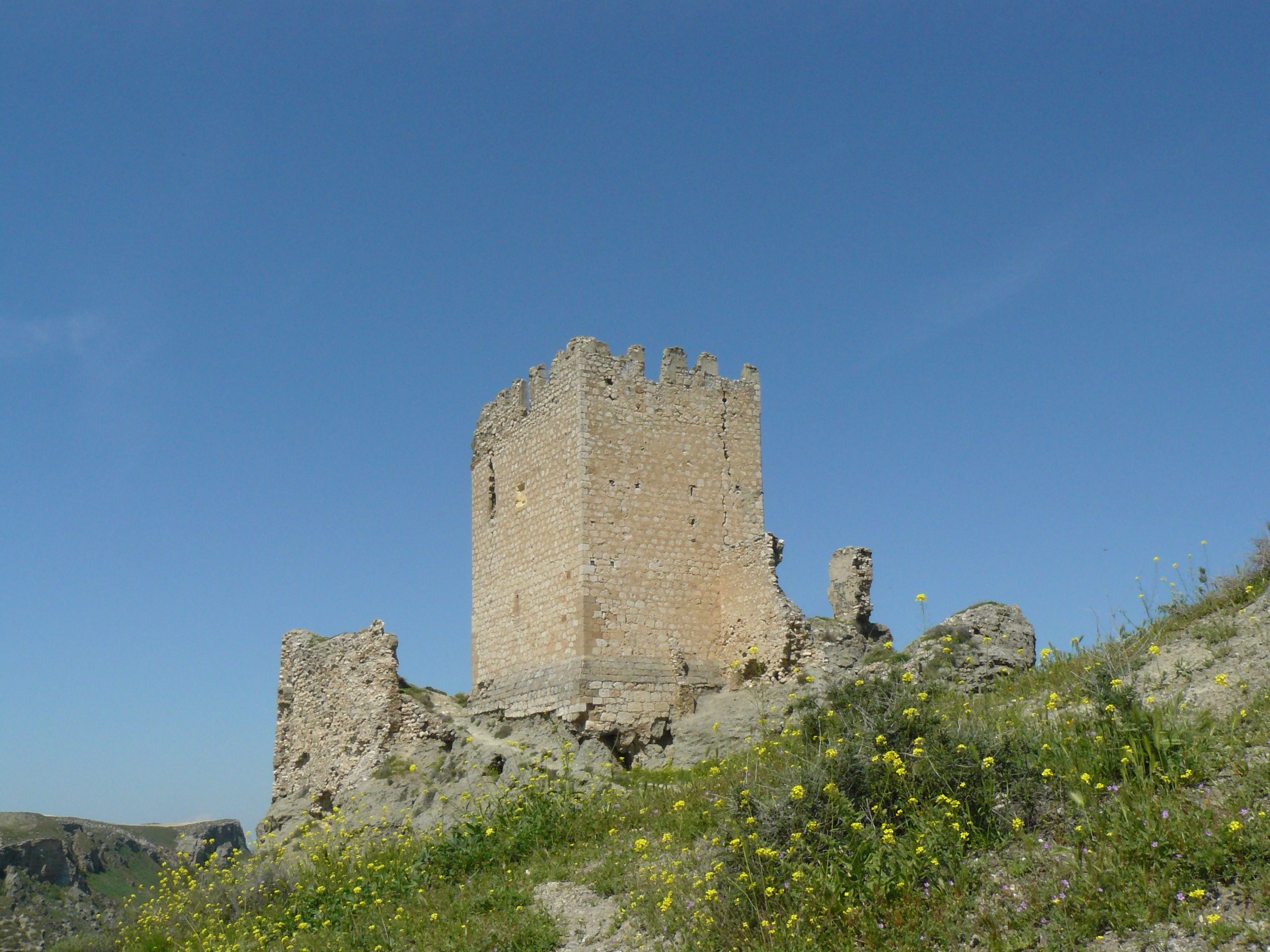
Castillo de Oreja donde luchó Rodrigo Fernández de Castro

Igual que su hermano Gutierre, fue hombre de confianza del rey Alfonso VII de León quien en 1130 lo nombró alférez real. El rey también lo hizo jefe de la milicia toledana en 1134 y recibió del monarca varias plazas en Extremadura y en Castilla. Junto con su hermano Gutierre, participó en la empresa del Guadalquivir en 1138. Fue uno de los caballeros que participó en el sitio de Coria en 1138 junto con el conde Rodrigo Martínez, que murió en dicha batalla. También luchó en el sitio de Oreja en 1139. Se distinguió en estas hazañas, mereciendo el calificativo por parte del cronista del emperador de muy brillante en la guerra. Fue alcaide de Toledo y de Oreja en 1139 y tenente de Ávila en 1142.

## Matrimonio y descendencia
Contrajo matrimonio antes de junio de 1124 con Eylo Álvarez, hija de Álvar Fáñez y la condesa Mayor Pérez. Una vez viuda, Eylo volvió a casar antes de 1148 con el conde Ramiro Froilaz. Rodrigo y Eylo fueron padres de cinco hijos:
- Fernando Rodríguez de Castro el Castellano quien heredó la jefatura de la Casa de Castro de su tío Gutierre Fernández de Castro.[3]
- Pedro Rodríguez de Castro (m. después del 22 de noviembre de 1191), mayordomo mayor de León en 1184 y tenente de Grado, Tineo, Pravia, y Limia. Se casó con Urraca Rodríguez de Guzmán, hija de Rodrigo Muñoz, señor de Guzmán y Roa con quien posiblemente no tuvo descendencia.[4][5]
- Álvaro Rodríguez de Castro, mayordomo mayor del rey Fernando II de León. Gobernó Asturias, Sarria, y las torres de León. Fue el segundo esposo de la reina Urraca la Asturiana con quien tuvo a Sancho Álvarez de Castro.[6][b]
- Gutierre Rodríguez de Castro el Escalabrado, casado con Elvira Osorio, señora de Lemos y Sarria.[8]
- Sancha Rodríguez de Castro, mujer de Álvaro Rodríguez de Guzmán, tenente de Mansilla.[9]

Según el conde de Barcelos, Rodrigo Fernández de Castró había casado con Estefanía Pérez de Traba, hija de Pedro Froilaz, conde de Traba. Sin embargo, «no existe la más mínima prueba documental de este matrimonio», además, los hijos del conde gallego aparecen frecuentemente en la documentación medieval y Estefanía no aparece en ningún documento junto con sus supuestos hermanos o como hija del conde Pedro.
También en su nobiliario, el conde de Barcelos, afirmaba que Rodrigo fue el padre de Aldonza, la esposa del señor de Vizcaya Lope Díaz I de Haro, «opinión que han seguido ciegamente todos los autores desde entonces». El medievalista Salazar y Acha, basa su hipótesis en la documentación del monasterio de Santa María de Meira, y propone que Aldonza fue hija del conde gallego Rodrigo Vélaz y de Urraca Álvarez, hija de Alvar Fáñez, ya que una vez viuda, Aldonza y sus hijos figuran en varias ocasiones en dicho monasterio acompañados por los que serían sus parientes con quienes compartían numerosas propiedades.